# La Petite Bande
«La Petite Bande» (франц. букв. «маленький ансамбль») — бельгийский ансамбль старинной музыки («барочный оркестр»). Штаб-квартира (с 1997 г.) находится в Лёвене. Субсидируется Министерством культуры Бельгии. Озаглавлен в честь одноимённого оркестра Ж. Б. Люлли при дворе Людовика XIV.
«La Petite Bande» основал в 1972 и возглавил видный аутентист Сигизвальд Кёйкен. В 1970-е и в начале 1980-х гг. оркестром также дирижировал Густав Леонхардт. В центре исполнительского репертуара «La Petite Bande» — инструментальная музыка эпохи барокко и венская классика.
Количество постоянных членов ансамбля не фиксировано. В концертной практике Кёйкен, ориентируясь на специфику избранного музыкального произведения, устанавливал различные составы. Иногда он применял ригористический аутентичный принцип «одна партия — один музыкант» (англ. OVPP), как например в интерпретации Бранденбургских концертов И. С. Баха в концерте 2011 года. В других же случаях использовал более обширный состав инструменталистов, например, задействовал 16 музыкантов (с обычными для камерного оркестра дублированиями партий) в исполнении «Страстей по Иоанну» того же Баха. В последнем случае вернее говорить о «барочном оркестре» La Petite Bande (а не об «ансамбле»).
Оркестр гастролировал в Европе, Азии, Австралии, Южной Америке. Выступал на международных музыкальных фестивалях, в том числе Би-Би-Си Промс (1982), Инсбрукский фестиваль старинной музыки (1993), Баховский фестиваль в Лейпциге (2004), Фестиваль барочной музыки в Амброне (2009, 2012).
В обширной дискографии коллектива преобладает музыка И. С. Баха, в том числе с участием «La Petite Bande» трижды была записана Месса h-moll, а в 2005—15 — большинство церковных кантат. Важное место в дискографии ансамбля занимает и музыка В. А. Моцарта. Наряду с популярной классикой «La Petite Bande» продвигал и редко звучащую музыку — оперы Кампра («Галантная Европа»), Рамо («Зороастр», «Пигмалион», «Заид») и Гретри («Суд Мидаса»), оратории Грауна («Смерть Иисуса») и К. Ф. Э. Баха («Последние страдания Спасителя»), кантату «Кающийся Давид» Моцарта и др.

## Дискография
- 1973 — Ж. Б. Люлли. Мещанин во дворянстве (под управлением Г. Леонхардта) — DHM
- 1973 — А. Кампра. Галантная Европа (под управлением Леонхардта) — DHM
- 1975 — Г. Муффат. Concerti grossi — DHM
- 1977 — А. Корелли. Concerti grossi Op. 6, № 1-4 — DHM
- 1978 — Корелли. Concerti grossi Op. 6, № 6-12 — DHM
- 1978 — Ж. Ф. Рамо. Опера «Заид» («Саид», под управлением Леонхардта) — WDR/Stil
- 1979 — Рамо. Сюита из оперы «Ипполит и Арисия» — DHM
- 1980 — Вивальди. Времена года — RCA/Seon
- 1980 — Г. Ф. Гендель. Опера «Партенопа» — WDR/DHM
- 1981 — А. Гретри. Опера «Суд Мидаса» (под управлением Леонхардта) — WDR/Ricercar
- 1981 — Рамо. Опера «Пигмалион» (под управлением Леонхардта) — WDR/DHM
- 1982 — И. С. Бах. Оркестровые сюиты BWV 1066—1069 — WDR/DHM
- 1982 — Бах. Скрипичные концерты BWV 1041—1043 — WDR/DHM
- 1983 — Й. Гайдн. Оратория «Сотворение мира» — Accent
- 1984 — К. В. Глюк. Опера «Орфей и Эвридика» — Accent
- 1984 — Рамо. Опера «Зороастр» («Заратустра») — WDR/DHM
- 1985 — Гендель. Опера «Александр» — WDR/DHM
- 1985 — Бах. Месса h-moll (+ хор Нидерландского баховского общ-ва; дирижёр Г. Леонхардт) — WDR/DHM
- 1986 — В. А. Моцарт. Кантата «Кающийся Давид» K. 469 / Мотет «Ave verum corpus» K. 618 — WDR/DHM
- 1987 — К. Ф. Э. Бах. Последние страдания Спасителя — WDR/DHM
- 1987 — Моцарт. Реквием (концертная запись) — Accent
- 1987 — Моцарт. Флейтовые концерты — WDR/DHM
- 1988 — Й. Гайдн. Опера «Обманутая неверность» — WDR/DHM
- 1988 — Бах. Страсти по Иоанну BWV 245 — WDR/DHM
- 1988 — Моцарт. Концертные арии — Virgin Classics
- 1989 — Гайдн. Симфонии № 26, 52, 53 — Virgin Classics
- 1989 — Гайдн. Симфонии № 90, 91 — Virgin Classics
- 1989 — Бах. Магнификат — Virgin Classics
- 1990 — Гайдн. Оратория «Времена года» — Virgin Classics
- 1990 — Бах. Страсти по Матфею — BMG/DHM
- 1992 — Гайдн. Симфонии № 88, 89, 92 — Virgin Classics
- 1993 — Гайдн. Симфонии № 93, 94, 95 — BMG/DHM
- 1993 — Бах. Бранденбургские концерты № 1-6 — BMG/DHM
- 1993 — Бах. Мотеты BWV 225—230 — Accent
- 1993 — Моцарт. Опера «Так поступают все» (концертная запись) — Accent
- 1994 — Гайдн. Симфонии № 96, 97, 98 — BMG/DHM
- 1994 — Бах. Кантаты № 49, 58, 82 — Accent
- 1995 — Гайдн. Гармоническая месса (Hob. XXII:14), Te Deum — BMG/DHM
- 1995 — Гайдн. Симфонии № 99, 100, 101 — BMG/DHM
- 1995 — Гайдн. Симфонии № 102, 103, 104 — DHM
- 1996 — Моцарт. Опера «Дон Жуан» (концертная запись) — Accent
- 1996 — Моцарт. Sinfonia concertante K. 364. Скрипичный концерт K. 216 — Denon
- 1997 — Дж. Б. Перголези. Оперы «Служанка-госпожа», «Ливьетта и Траколло» — Accent
- 1997 — Люлли. М. А. Шарпантье. Ж. Ф. Ребель — Accent
- 1997 — Моцарт. Скрипичные концерты K. 218—219 — Denon
- 1998 — Моцарт. Скрипичные концерты K. 207—211, Concertone K. 190 — Denon
- 1999 — Гайдн. Виолончельные концерты D-dur и C-dur — DHM
- 1999 — Моцарт. Опера «Свадьба Фигаро» — Accent
- 2000 — Г. Шютц. Рождественская история — DHM
- 2001 — Бах. Месса h-moll BWV 232 — Urtext
- 2002 — Бах. Кантаты BWV 9, 94, 187 — Deutsche Harmonia Mundi (DHM)
- 2002 — Моцарт. Арии и дуэты — DHM
- 2003 — К. Ф. Э. Бах. Воскресение и Преображение Христа — Hyperion
- 2004 — К. Г. Граун. Смерть Иисуса — Hyperion
- 2004 — Бах. Мотеты BWV 225—229 — Challenge Classics
- 2005 — Бах. Кантаты Vol.1 BWV 98, 180, 56, 55 — Accent
- 2005 — Бах. Опера «Волшебная флейта» — Amati ami
- 2006 — Бах. Кантаты Vol. 2 BWV 177, 93, 135 — Accent
- 2006 — Бах. Кантаты Vol. 3 BWV 82, 178, 102 — Accent
- 2007 — Моцарт. Кассации K. 63 — K. 99 и Дивертисмент K. 205
- 2007 — Бах. Кантаты Vol. 4 BWV 16, 153, 65, 154 — Accent
- 2007 — Бах. Кантаты Vol. 5 BWV 179, 35, 164, 17 — Accent
- 2008 — К. Монтеверди. Вечерня блаженной Девы — Challenge Classics
- 2008 — Бах. Кантаты Vol. 7 BWV 20, 2, 10 — Accent
- 2009 — Бах. Месса h-moll, BWV 232 — Challenge Classics
- 2009 — Бах. Кантаты Vol. 10 BWV 108, 86, 11, 4 — Accent
- 2009 — Бах. Кантаты Vol. 8 BWV 13, 73, 81, 144 — Accent
- 2009 — Бах. Кантаты Vol. 9 BWV 61, 36, 62, 132 — Accent
- 2010 — Бах. Бранденбургские концерты BWV 1047—1051 — Accent
- 2010 — Бах. Страсти по Матфею BWV 243 — Challenge Classics
- 2010 — Бах. Кантаты Vol. 11 BWV 67, 9, 12 — Accent
- 2010 — Бах. Кантаты Vol. 12 BWV 138, 27, 47, 99 — Accent
- 2011 — Вивальди. Флейтовые концерты — Accent
- 2011 — Бах. Кантаты Vol. 13 BWV 249, 6 — Accent
- 2011 — Бах. Кантаты Vol. 14 BWV 91, 57, 151, 122 — Accent
- 2012 — Д. Букстехуде. Membra Jesu Nostri BuxWV 75, Fried- und Freudenreiche Hinfahrt BuxWV 76 — Accent
- 2012 — Бах. Страсти по Иоанну — Challenge Classics
- 2012 — Бах. Кантаты Vol. 15 BWV 52, 60, 116, 140 — Accent
- 2012 — Й. Гайдн. Симфонии № 6, 7, 8 (премия критиков «Diapason d’or») — Accent
- 2013 — Бах. Кантаты Vol. 16 BWV 34, 173, 184, 129 — Accent
- 2013 — Бах. Кантаты Vol. 17 BWV 186, 168, 134, 54 — Accent
- 2013 — Бах. Оркестровые сюиты BWV 1066—1069 — Accent
- 2014 — Бах. Кантаты Vol. 18 BWV 70, 9, 182 — Accent
- 2014 — Г. Ф. Телеман. Концерты и сюиты — Accent
- 2014 — Бах. Рождественская оратория — Challenge Classics
- 2015 — Г. Шютц. Траурная музыка (Musikalische Exequien) — Accent